# 中村亮子
中村 亮子（なかむら りょうこ）は、関東地方を拠点に活動している日本のフリーアナウンサー、元舞台女優。オフィスケイアール所属。

## 来歴
東京都出身。富良野塾の卒業生（11期生）で、1994年2月から1996年3月まで同劇団で、1997年2月から2003年11月まで演劇集団キャラメルボックスで活動していた。
キャラメルボックスを退団後、放送業界での活動を開始。2005年9月から2006年3月までPartiTV（同時期に開局が予定されていたCSチャンネル。未開局）のアナウンサーを務めた後、2007年からオフィスケイアールに所属している。

## 出演

### 舞台
- 富良野塾公演 今日、悲別で
- 富良野塾公演 ニングル
- 演劇集団キャラメルボックス公演 TRUTH
- 演劇集団キャラメルボックス公演 太陽まであと一歩

### テレビ番組
- 1230アッと!!ハマランチョ（テレビ神奈川） - リポーター
- ちょっと寄りたいこんな店（JCN小田原） - リポーター
- いっつ365（イッツコム） - 「おいしいって聞いたんですけど」リポーター
- トピためっ!（ケーブルテレビ足立） - MC
- 展示会へ行こう（朝日ニュースター） - リポーター
- のんき〜ず Naturalで行こう（JCN足立 → J:COM 足立） - リポーター

### ビデオパッケージ
- カンジンファーム - キャスター、ナレーター

### ウェブサイト
- NIKKEI NET 日経住宅サーチ（日本経済新聞社） - 「BB REPORT」リポーター